# Mariquina
Mariquina est une commune du Chili de la Province de Valdivia, elle-même située dans la Région des Fleuves. Son chef lieu est la ville de San José de la Mariquina. En 2012, la population de la commune s'élevait à 19 823 habitants. La superficie de la commune est de 1 321 km2 (densité de 15 hab./km2),.

## Situation
Le territoire de la commune de Mariquina se trouve dans la Cordillère de la Côte dont les collines culminent à une altitude de 400 mètres environ. Le territoire comprend une portion de côte sur l'Océan Pacifique. Une partie du territoire dont l'agglomération principale San José de la Mariquina se trouve dans la vallée du Rio Cruces. La commune est située à 708 kilomètres à vol d'oiseau au sud de la capitale Santiago et à 39 kilomètres au nord-est de Valdivia capitale de la Région des Fleuves.

## Historique
La commune de Mariquina a été créée en 1850. En 1979 l'agglomération de Ciruelos a été détachée de la commune et rattachée à celle de Lanco.

## Économie
Mariquina est le cœur de l'exploitation forestière de la région des Fleuves avec près de 33 000 hectares de forêts plantées. Elle possède une des usines de pâtes à papier les plus importantes et les plus modernes du pays. La commune comprend une forte proportion d'habitants vivant dans la pauvreté.

Position de Mariquina (en rouge) au sein de la Région des Fleuves.